# 五嶋綠
五嶋绿（日语：五嶋 みどり，1971年10月25日—），又以宓多里（Midori）的艺名知名，是一名美籍日裔小提琴演奏家。

## 生平
五嶋绿4歲時，母親正式開始教她拉琴。11歲時獲得祖賓·梅塔的指導，在紐約愛樂的除夕音樂會擔任嘉賓，被喻為音樂神童。21歲時，她成立了個人的非牟利組織宓多里之友，以推廣音樂教育。2007年，她獲聯合國邀請成為聯合國和平使者。